# 陆军小学堂
陆军小学堂为清廷于光绪年间在各省设立的新式陆军学堂。清政府练兵处（1903年11月至1906年11月设立）于1904年颁布《陆军学堂办法》二十条规定：陆军学堂分为正课学堂、速成学堂和速成师范学堂三类，其正课学堂仿日本军事教育体系，分为小学堂、中学堂、兵官学堂（未设立）、大学堂二级四等体制的一部分。其中，陆军小学堂、中学堂提供军官生长基础教育，兵官学堂培养初级指挥军官，陆军大学堂担任在职军官的深造培养和参谋人员培养。各省设立讲武堂为各省现役军官“研究武学”之所。

## 历史
光绪三十一年（1905年），练兵处会同兵部奏拟《陆军小学堂章程》，开始在全国各省设立陆军小学堂，宗旨为“一切教育，以忠君爱国为本原，德育、体育为基址，振尚武之精神，汰叫嚣之陋习”。1905年后，各省的武备学堂多被改为陆军小学堂。
学制三年，每所学堂定额分为300名、210名、90人三等，年龄为15岁至18岁之间（武备学堂挑选的可在20岁以下）。各小学堂定额分三年招足，即每年招定额的三分之一，分为第一、二、三班，新生为三班，每年提升一班。
开设课程有：
- 修身：讲授四书、春秋、左传
- 国文：
- 外国文：
- 历史：第一学年中国史，第二学年当代（国）史；第三学年外国史
- 地理：第一学年中国地理，第二学年亚洲地理；第三学年世界地理
- 算学：算术、初中代数、平面几何
- 格致：物理、生理、动物、植物、地质
- 画图：制图、测绘
- 训械：
- 操练：
- 兵书：

## 各省开办情形
各省陆军小学堂大多于光绪三十一年（1905年）至三十二年（1906年）间开办，其中直隶陆军小学堂于光绪二十九年（1903年）就已开办，还有个别省份（如广西陆军小学堂）于光绪三十三年（1907年）才开办。1904年颁布《陆军学堂办法》规定武备学堂改办为小学堂。
| 学堂名称         | 地点                         | 创办时间       | 创办人 | 总办                           | 升入保定军校人数 | 备注 |
| ---------------- | ---------------------------- | -------------- | ------ | ------------------------------ | ---------------- | --- |
| 京师陆军小学堂   | 王府井帅府园                 | 光绪32年       |        |                                | 31               | 定额300人。后并入直隶陆军小学堂。 |
| 直隶陆军小学堂   | 保定、姚村两校区             | 光绪29年10月   | 袁世凯 | 廖宇春                         | 417              | - 定额300人。 - 1903-1906年第一期期满后升入陆军速成学堂至1907年毕业共93人。 - 第二期1907年毕业90人拨入陆军专科师范讲习肆业。 - 第三期延至1909年毕业107人升入陆军第一中学堂。 - 1910年保定陆小并入姚村。 - 第四期1910年底毕业148人升入陆军第一中学堂。 - 至1914年停办共办五期。 |
| 察哈尔陆军小学堂 | 张家口                       | 光绪31年九月   |        |                                |                  | 定额90人。原察哈尔武备学堂 |
| 山西陆军小学堂   | 太原                         | 光绪32年二月   | 恩绶   | 温寿全                         | 98               | 1898年胡聘之创办山西武备学堂。光绪32年2月在武备学堂旧址开办。共五期。每年招收120人 |
| 绥远城陆军小学堂 | 绥远城                       | 光绪32年八月   | 贻毂   |                                |                  | 原武备学堂改设。定额90人。 |
| 奉天陆军小学堂   | 盛京                         | 光绪31年九月   | 赵尔巽 | 张士膺                         | 145              | 一期生因年龄大于20岁，以奉天陆军速成学堂名义毕业。二期恢复陆小。 |
| 吉林陆军小学堂   | 吉林城长春德胜门外教军场以西 | 光绪32年九月   |        |                                | 3                | 1896年长顺办吉林武备学堂。1901年停办。 |
| 黑龙江陆军小学堂 | 齐齐哈尔                     | 光绪33年一月   |        |                                | 1                | 生源困难 |
| 江苏陆军小学堂   | 明故宫以北                   | 光绪31年十月   | 杨馥   | 陶骏保、杜淮川                 | 179              | 1895设立的江南陆师学堂改设。定额300人。第一期150人。1907年陆军部评定为同类最好。1909年停办 |
| 浙江陆军小学堂   | 杭州                         | 光绪33年八月   | 冯汝骙 | 伍兰荪                         | 184              | 1897年廖寿丰办浙江武备学堂1906年改。每期90人。 |
| 安徽陆军小学堂   | 安庆                         | 光绪32年闰四月 | 恩铭   | 徐锡麟                         | 156              | 1898年邓华熙创办安徽武备学堂。1906年改。额定40人 |
| 福建陆军小学堂   | 福州                         | 光绪32年十一月 | 瑞方   | 叶培勋                         | 134              | 原武备学堂。定额300人。知名毕业生朱绍良 |
| 江西陆军小学堂   | 南昌                         | 光绪32年二月   | 胡延干 |                                | 107              | 原武备学堂。 |
| 山东陆军小学堂   | 济南南关                     | 光绪31年九月   | 杨士骧 |                                | 104              | 额定210人 |
| 河南陆军小学堂   |                              | 光绪32年三月   | 张人骏 |                                | 98               | 原武备学堂。额定210人。各陆军小学堂最简陋的。 |
| 湖北陆军小学堂   | 武昌                         | 光绪34年八月   | 陈夔龙 | 铁忠                           | 268              | 1897年张之洞开办湖北武备学堂，1903年改为湖北武备高等学堂， 后改为湖北陆军特别小学堂。另新办湖北陆军小学堂。定额300人。 |
| 荆州陆军小学堂   |                              | 光绪32年四月   |        |                                | 定额90人         | 原振威新军随营学堂 |
| 湖南陆军小学堂   | 长沙                         | 光绪31年四月   | 端方   |                                | 184              | 原武备学堂。 |
| 广东陆军小学堂   |                              | 光绪31年九月   | 岑春煊 |                                | 158              | 原黄埔武备学堂旧址。定额300人。至1911年共招五期480人。第六期100人。 |
| 广西陆军小学堂   | 桂林南门外                   | 光绪33年二月   | 林绍年 | 蔡锷、罗佩金、蒋尊簋、钮永建   | 78               | 原武备学堂。民初改为广西陆军速成学堂 |
| 四川陆军小学堂   | 成都                         | 光绪32年三月   | 锡良   | 刘鸿逵、周道刚、姜登选、尹昌衡 | 108              | 1898年奎俊创办四川武备学堂。光绪32年改为四川陆军小学堂。定额300人。每期120人。共办五期500人。 |
| 贵州陆军小学堂   | 贵阳                         | 光绪32年四月   | 岑春煊 | 杨荩诚                         | 24               | 1898年王毓藻创办贵州武备学堂。1906年改为贵州陆军小学堂。额定50人 |
| 云南陆军小学堂   | 昆明                         | 光绪32年七月   |        | 胡景伊、罗佩金、何国华、李烈钧 | 26               | 1898年崧蕃办云南武备学堂，额定40人。改制后定额300人。 |
| 西藏陆军小学堂   | 扎什城演武厅                 | 光绪34年五月   | 联豫   |                                |                  | 速成科1年。由四川将弁、武备学堂毕业生14人充教习。 |
| 陕西陆军小学堂   | 西安                         | 光绪32年闰四月 | 曹鸿勋 | 丁士斌                         | 48               | 1898年魏光焘办陕西武备学堂。1906年改。共办五期。额定80人 |
| 甘肃陆军小学堂   | 兰州                         | 光绪32年四月   | 升允   |                                | 13               | 原武备学堂。定额300人。 |
| 新疆陆军小学堂   | 迪化                         | 光绪33年八月   | 联魁   |                                |                  | |